# Horsfieldia pulcherrima
Espèce
Statut de conservation UICN

 VU  : Vulnérable
Horsfieldia pulcherrima est une espèce de plantes de la famille des Myristicacées.